# Burmagomphus plagiatus
Burmagomphus plagiatus – gatunek ważki z rodziny gadziogłówkowatych (Gomphidae).